# Kill or Be Killed (nummer)
"Kill or Be Killed" is een nummer van de Britse rockband Muse. Het werd uitgebracht op 21 juli 2022 als vierde single van hun album Will of the People, nadat het nummer zijn debuut live al gemaakt had tijdens festivalshows van hun Will of the People World Tour. Het werd genomineerd voor Best Metal Performance tijdens de 65e jaarlijkse Grammy Awards.

## Geschiedenis
"Kill or Be Killed" debuteerde live bij een show van de Will of the People World Tour op 4 juni 2022, op het muziekfestival Rock am Ring in Duitsland, waar ook de vorige single "Will of the People" zijn live-debuut maakte. "Kill or Be Killed" werd gespeeld als het eerste nummer van de toegift, vóór het slotnummer "Knights of Cydonia", en zonder een officiële voorafgaande aankondiging van de band.
"Kill or Be Killed" werd vervolgens gespeeld bij elke volgende show van de tour en werd een favoriet bij fans. Op 14 juli bevestigde Muse via sociale media dat "Kill or Be Killed" als vierde single zou worden uitgebracht. Later die dag kwam een fragment van dertig seconden van de studioversie van het nummer beschikbaar als preview via TikTok.

## Compositie
Voorafgaand aan het livedebuut van "Kill or Be Killed", omschreef Matt Bellamy in een interview met Apple Music 1 op 17 maart In 2022 het nummer als "het beste metal/prog-nummer dat we ooit hebben gemaakt", met "industrieel getinte, 'granietzware' gitaarriffs"; hij vertelde dat de track op het zevende studioalbum van Muse, Drones, had kunnen verschijnen. Muziekjournalisten hebben "Kill or Be Killed" omschreven als progressieve metal, heavy metal, alternatieve metal, en metalcore.